# 埼玉県立いずみ高等学校
埼玉県立いずみ高等学校（さいたまけんりつ いずみこうとうがっこう）は、埼玉県さいたま市中央区円阿弥七丁目にある公立高等学校。

## 解説
生物と環境を学ぶ総合高校で、生物系が3科、環境系が3科の合わせて6つの科がある。募集人員は生物系120名、環境系120名で、系ごとの「くくり募集」となっており、2年次から進路などの希望や適性に応じて各学科に分かれる。入試では生物系と環境系の間で、希望すれば相互に第2志望が認められている。
施設にはホームルーム棟の他に、実験実習1号棟（総合実習棟）、実験実習2号棟（生物系実習棟）、実験実習3号棟（環境系実習棟）、実験実習4号棟、ふれあいドーム（コンピュータ制御の樹木用温室）、ふれあいエリア（コンピュータ制御の魚類・昆虫・植物用温室群）、ビオトープエリアなどがある。

## 設置学科
- 生物系
  - 生物生産科
  - 生物サイエンス科
  - 生物資源化学科
- 環境系
  - 環境デザイン科
  - 環境サイエンス科
  - 環境建設科

## 沿革
- 1962年（昭和37年）- 農民講道館農業短期大学ならびに農民講道館農業高等学校跡地に埼玉県立与野農工高等学校として開校。
- 1999年（平成11年）- 埼玉県立いずみ高等学校と改称し[1]、6つの科を設置。園芸科・造園科・食品科学科・土木科の生徒募集を停止。
- 2001年（平成13年）- 授業で茶道の時間があることから、裏千家より学校茶道教育助成金交付校の指定を受け、学校長へ委嘱書および助成金が手交される。

## 部活動
少林寺拳法部は全国大会に7年連続で出場しており、2011年の第38回全国高等学校少林寺拳法大会では男子組演武で5位に入賞した。

### 運動系部活動
- 野球部
- 陸上部
- サッカー部
- テニス部
- バスケットボール部
- バレーボール部
- バドミントン部
- 卓球部
- 剣道部
- 山岳部
- 少林寺拳法部
- ソフトボール同好会
- 自転車愛好会

### 文化系部活動
- 化学部
- 生物部
- 写真部
- 放送部
- 茶道部
- 軽音楽部
- 吹奏楽部
- 家庭科部
- 囲碁・将棋同好会
- 電算同好会
- 演劇同好会
- 文芸・アニメ同好会
- 英語愛好会
- 合唱愛好会
- 土木クラブ

### その他
- 農業クラブ

## 著名な卒業生
- 浦野清（前富士見市長）
- 河井美久（春日部市議会議員）
- 新井瑞希（サッカー選手）
- 宇賀神友弥（元サッカー選手）
- 大城蛍（サッカー選手）
- 荻原拓也（サッカー選手）
- 柴田大地（元サッカー選手）
- 関根翔太（俳優）
- 末次一輝（俳優）

## アクセス
- 大宮駅西口より西武バス「円阿弥」経由「加茂川団地」行き・「大宮南高校」行き・「水判土」行きで「かみこ公園南」または「住宅前」下車